# 冯鼎高
冯鼎高（？—？），福建长乐人，是一名清朝政治人物。
冯鼎高曾于1789年接替金城任松江府知府一职，1791年由李廷敬接任。